# Nikita Tjibrikov
Nikita Dmitrijevitj Tjibrikov, ryska: Никита Дмитриевич Чибриков, född 16 februari 2003, är en rysk professionell ishockeyforward som är kontrakterad till Winnipeg Jets i National Hockey League (NHL) och spelar för Manitoba Moose i American Hockey League (AHL).
Han har tidigare spelat för SKA Sankt Petersburg och HK Spartak Moskva i Kontinental Hockey League (KHL); SKA-Neva och Chimik Voskresensk i Vyssjaja chokkejnaja liga (VHL) samt MHK Dinamo Moskva, SKA-1946 och MHK Spartak Moskva i Molodjozjnaja chokkejnaja liga (MHL).
Tjibrikov draftades av Winnipeg Jets i andra rundan i 2021 års draft som 50:e spelare totalt.

## Statistik
| 2019–2020  | MHK Dynamo Moskva    | MHL        | 32 | 3  | 13 | 16 | 8  | 3  | 0 | 1  | 1  | 4  |
| 2020–2021  | SKA Sankt Petersburg | KHL        | 16 | 1  | 1  | 2  | 6  | —  | — | —  | —  | —  |
|            | SKA-Neva             | VHL        | 20 | 3  | 5  | 8  | 49 | —  | — | —  | —  | —  |
|            | SKA-1946             | MHL        | 11 | 3  | 6  | 9  | 12 | 5  | 0 | 3  | 3  | 2  |
| 2021–2022  | SKA Sankt Petersburg | KHL        | 4  | 0  | 0  | 0  | 0  | —  | — | —  | —  | —  |
|            | SKA-Neva             | VHL        | 28 | 15 | 16 | 31 | 10 | 17 | 4 | 6  | 10 | 12 |
|            | SKA-1946             | MHL        | 4  | 4  | 2  | 6  | 8  | 7  | 3 | 5  | 8  | 29 |
| 2022–2023  | HK Dynamo Moskva     | KHL        | 31 | 1  | 1  | 2  | 8  | —  | — | —  | —  | —  |
|            | Chimik Voskresensk   | VHL        | 16 | 3  | 7  | 10 | 4  | 2  | 0 | 0  | 0  | 0  |
|            | MHK Spartak Moskva   | MHL        | 12 | 8  | 10 | 18 | 2  | 7  | 5 | 5  | 10 | 10 |
| 2023–2024  | Winnipeg Jets        | NHL        | 1  | 1  | 0  | 1  | 0  | —  | — | —  | —  | —  |
|            | Manitoba Moose       | AHL        | 69 | 17 | 29 | 46 | 53 | —  | — | —  | —  | —  |
| NHL totalt | NHL totalt           | NHL totalt | 1  | 1  | 0  | 1  | 0  | —  | — | —  | —  | —  |
| KHL totalt | KHL totalt           | KHL totalt | 51 | 2  | 2  | 4  | 14 | —  | — | —  | —  | —  |
| VHL totalt | VHL totalt           | VHL totalt | 64 | 21 | 28 | 49 | 63 | 19 | 4 | 6  | 10 | 12 |
| MHL totalt | MHL totalt           | MHL totalt | 59 | 18 | 31 | 49 | 30 | 22 | 8 | 14 | 22 | 45 |

### Internationellt
| Källa: Uppdaterad: 2024-04-19 | Källa: Uppdaterad: 2024-04-19 | Källa: Uppdaterad: 2024-04-19 |         | Utv = Utvisningsminuter | Utv = Utvisningsminuter | Utv = Utvisningsminuter | Utv = Utvisningsminuter | Utv = Utvisningsminuter |
| År                            | Lag                           | Mästerskap                    | Matcher | Mål                     | Assists                 | Poäng                   | Utv                     |                         |
| ----------------------------- | ----------------------------- | ----------------------------- | ------- | ----------------------- | ----------------------- | ----------------------- | ----------------------- | ----------------------- |
| 2021                          | Ryssland                      | U18-VM                        | 7       | 4                       | 9                       | 13                      | 14                      |                         |
| Junior totalt                 | Junior totalt                 | Junior totalt                 | 7       | 4                       | 9                       | 13                      | 14                      |                         |